# Ja må du leva (låt av Darin)
Ja må du leva är den första singeln från Darins åttonde studioalbum Tvillingen. Singeln släpptes den 31 mars 2017 och är skriven av Darin och Peter Kvint. Låten har sålt 3x platina och tagit sig in på Svensktoppen.
Låten handlar om att fira livet och att släppa de krav och ideal som finns i samhället. Darin själv säger såhär om texten “Tanken med texten är att det är så mycket press på oss. Både i oss själva men även från folk i vår omgivning. Det är mycket krav och ideal man ska följa för att vara på ett visst sätt. Med det kanske man fokuserar för mycket på sådant som faktiskt inte betyder så mycket i slutändan.”
Musikvideon till låten släpptes 15 april 2017 och medverkar gör kända ansikten såsom Magnus Uggla, David Hellenius och Clara Henry.

## Listplaceringar
| Lista (2017) | Topplacering |
| ------------ | ------------ |
| Svensktoppen | 10           |